# Szent Mór és társai
Szent Mór(ic) (latinul: Mauricius) és társai (meghaltak 287-ben) ókeresztény vértanúk.
A Maximianus római császár-féle keresztényüldözések idején egy Egyiptomból toborzott római légió (6600 ember) 3 katonaː Mór, Exuperius és Candidus vezetése alatt vonakodtak részt venni a keresztényüldözésben. Ezért a császár parancsára először megtizedelték a légiót a mai Martigny, ill. St. Moritz (akkori nevén Agaunum) mellett (Svájc). Később az egész légiót felkoncolták. Ünnepüket szeptember 22-én üli az egyház.